# 彩 (米)
彩（あや）は、1991年（平成3年）に北海道立上川農業試験場によって育成されたイネ（稲）の品種名および銘柄名。低アミロース米品種の一つ。旧系統名は「道北52号」。「永系84271(後の道北43号）」を母、「キタアケ」を父とする交配によって育成され、1991年に農林登録された。

## 概要
全国で初めて稲の奨励品種となった低アミロース米品種であり、実用的な低アミロース米品種の第1号とされる。本州産より高めであった北海道産米のアミロース含有量を引き下げた品種と評価されている。食味は、新潟県産「コシヒカリ」に近いとされる。煎餅や米粉団子などの加工用米としての適性にも優れるとされる。
作付面積はピーク時の2001年（平成13年）でも516haにとどまり、広く普及するには至らなかったが、2020年現在もわずかながら栽培されている。

## 特徴
北海道空知北部の良地帯での栽培に適し、育成地（北海道旭川市）における出穂期は中生の晩。アミロースは育成当時の北海道一般粳品種（「ゆきひかり」、「ユーカラ」等）の50〜80%程度しか含まれておらず、含有率は15〜20%程度である。「ニホンマサリ」にガンマ線(60Ca)を照射して作出した低アミロース突然変異系統「NM391｣に由来する低アミロース性の遺伝子である、dull（曇り胚乳）遺伝子をもっているとされる。
「ユーカラ」、「ゆきひかり」と比較してやや少収であり、いもち病抵抗性は育成当時の基準で葉いもち病抵抗性が「弱」、穂いもち病抵抗性が「弱～やや弱」と評価され、「ユーカラ」と同程度である。また、障害型耐冷性は育成当時の基準において「ユーカラ」よりわずかに勝る「中～やや強」程度で、「ゆきひかり」に劣る。
dull遺伝子の作用によってアミロース含有量が低下するが、同時に高温登熟条件下では玄米に白濁を生じることがある。炊飯米にするとつやがあり、粘りも強い。粘りは「コシヒカリ」より強く、良食味であり、アミロース含有率が低く加工適性がすぐれる。

## 来歴

### 育成の背景
かつて、北海道中央部の深川市とその周辺は道内でも稲作が最も安定し、かつ、良質米が生産できる地域であった。そこではかつて、良質であるが晩生でいもち病耐病性が弱い「ユーカラ」が作付けされ、北海道唯一の3類米を長い間安定して生産してきた。しかし「ユーカラ」は「きらら397」等の良食味品種の登場により食味が相対的に低下し、作付けは急激に減少した。その後「ユーカラ」に替わって「ゆきひかり」、「きらら397」が作付けされるようになったが、「ユーカラ」の代用となる地域特産的な品種の要望が強かった。

### 育成経過
低アミロース遺伝子の導入による北海道産米の食味水準の飛躍的向上を目標に、昭和59年（1984年）北海道立上川農業試験場において「永系84271」を母に、「キタアケ」を父として人工交配を行った｡母の｢永系84271｣は､農林水産省農業生物資源研究所放射線育種場が「ニホンマサリ」にガンマ線(60Ca)を照射して作出した低アミロース突然変異系統「NM391｣を母本として「イシカリ」を交配した組合せに由来する。
交配の年の冬に温室でF1を養成し、その葯を用いて葯培養を行った。
再分化した個体を温室に移植、秋に稔実した個体から採種し、昭和60年（1985年）から昭和61年（1986年）にかけて冬季温室でA2（葯培養第二世代）系統の養成、選抜を行った。
昭和61年以降は「AC8688」として生産力検定試験、特性検定試験を実施した。昭和62年（1987年）には、系統適応性検定試験に供試し、昭和63年（1988年）より「道北52号」の地方系統名を附し、関係機関に配布して地方適応性を検討してきた。
「道北52号」は北海道中央部において平年の気象条件下では新潟産の「コシヒカリ」と同程度のアミロース含有率を示し、その食味は新潟産の「コシヒカリ」に近いと評価され、また、せんべいや米粉団子などの加工適性がすぐれ、道産米の需要拡大への貢献が期待されると考えられた。そのため、平成3年（1991年）、食味特性を生かし、晩生でいもち病に弱い品種の安定栽培技術をもっている深川市とその周辺地帯に限定して､地域特産的な品種として奨励品種に採用されることとなった。